# Alexandra Naclerio
Alexandra Naclerio (Modena, 16 luglio 2005) è una ginnasta italiana.

## Carriera

### Junior
Nel 2016 partecipa alla Serie A in forze alla società Polisportiva Pontevecchio (Bologna)
Nel 2018 viene convocata nella squadra junior italiana.
Nel 2019 con la squadra partecipa al Grand Prix di Mosca, arrivando seconda. Al Torneo Internazionale Julieta Shishmanova di Burgas vince l'oro nell'all-around, ai 5 cerchi e ai 5 nastri. All'AGF di Baku e arriva quinta nell'all-around, seconda ai 5 cerchi e terza ai 5 nastri. Partecipa agli Europei di Baku, dove vince una medaglia di bronzo nell'all-around con Simona Villella, Siria Cella, Serena Ottaviani, Giulia Segatori e Vittoria Quoiani. A giugno partecipa al bilaterale Italia-Bielorussia, dove vince l'oro all-around. Ai Campionati mondiali juniores di ginnastica ritmica 2019 di Mosca vince tre argenti nella gara a team (con Sofia Raffaeli), ai 5 cerchi e nell'all-around.
Senior
Nel settembre 2021 entra a far parte della rosa della squadra Nazionale, trasferendosi a Desio. Dopo un periodo nella squadra di riserva, entra nella stagione 2025 nella squadra delle titolari, sia nell'esercizio ai 5 nastri, sia in quello 3 cerchi 2 palle.
Partecipa alla World Cup di Baku, dove la squadra si classifica al 5° posto AA e al 6° in entrambe le finali.
Alla prima tappa di European Cup, vince con la squadra 3 medaglie: oro ai 5 nastri (24.900), bronzo al misto (24.000) e argento nell'AA cross-battle.

## Palmarès

### Mondiali juniores
| Anno | Città | Risultato | Specialità |
| ---- | ----- | --------- | ---------- |
| 2019 | Mosca | Argento   | All-Around |
| 2019 | Mosca | Argento   | 5 cerchi   |
| 2019 | Mosca | Argento   | Team       |

### Europei juniores
| Anno | Città | Risultato | Specialità |
| ---- | ----- | --------- | ---------- |
| 2019 | Baku  | Bronzo    | All-Around |

Senior
| Anno | Competizione      | Risultato | Specialità        |
| ---- | ----------------- | --------- | ----------------- |
| 2025 | European Cup Baku | Bronzo    | Misto             |
| 2025 | European Cup Baku | Argento   | Cross-battle (AA) |
| 2025 | European Cup Baku | Oro       | 5 nastri          |